# Дардаи, Паль (1951)
Паль Дардаи (венг. Dárdai Pál; 9 мая 1951, Веменд, Баранья — 8 декабря 2017) — венгерский футболист, полузащитник, и футбольный тренер.

## Биография
В юношеские годы выступал за команду из своего родного города. Взрослую карьеру начал в клубе низшего дивизиона «Гонвед Штейнмец». В 1972 году перешёл в «Комлои Баньяс», в его составе дебютировал в высшем дивизионе Венгрии 4 марта 1973 года в матче против МТК. На следующий сезон выступал со своим клубом в первом дивизионе.
В 1974 году перешёл в «Печ», выступавший в высшем дивизионе Венгрии. За следующие 12 сезонов сыграл 284 матча и забил 67 голов (статистика только по высшему дивизиону, два сезона команда провела в первом). Финалист Кубка Венгрии 1978 года. В сезоне 1985/86 стал серебряным призёром чемпионата страны, однако не доиграл тот сезон до конца.
В начале 1986 года, вместе с другим венгерским футболистом-ветераном Яношем Боршо перешёл в югославскую «Войводину». За половину сезона сыграл 11 матчей и забил один гол в чемпионате Югославии.
После возвращения в Венгрию несколько лет выступал за клубы низших дивизионов, во многих был играющим тренером. В декабре 1988 года был сыгран его прощальный матч за «Печ» (в рамках чемпионата Венгрии против «Уйпешта»).
В 1995 году недолгое время работал главным тренером «Печа», затем до последних лет жизни возглавлял клубы низших лиг.

## Личная жизнь
Сын — известный венгерский футболист и тренер Паль Дардаи-младший (род. 1976). Другой сын, Балаш Дардаи, играл на позиции полузащитника за «Барч» и погиб в 2002 году в 23-летнем возрасте во время футбольного матча от разрыва артерии, его отец в это время был главным тренером клуба. Внуки: Палко (род. 1999), Мартон (род. 2002) и Бенце (род. 2006) также профессиональные футболисты.
Паль Дардаи-старший скончался 8 декабря 2017 года на 67-м году жизни.